# Anders Björner
Anders Björner, född 17 december 1947, är en svensk matematiker.
Björner disputerade 1979 vid Stockholms universitet och blev 1987 professor i diskret matematik vid Kungliga Tekniska högskolan. 1992 ändrades ämnesområdet för professuren till matematik. Han är också föreståndare för Institut Mittag-Leffler och ingår i redaktionen för Acta Mathematica.
Hans forskningsområde är kombinatorik och näraliggande områden inom algebra, geometri, topologi och datalogi.
Björner är ledamot av Kungliga Vetenskapsakademien sedan 1999. Han tilldelades Pólyapriset 1983.